# Шаба (деревня)
 Шаба  — деревня в Сернурском районе Республики Марий Эл. Входит в состав Марисолинского сельского поселения.

## География
Находится в северо-восточной части республики Марий Эл на расстоянии приблизительно 13 км на север-северо-запад от районного центра посёлка Сернур.

## История
Известна с 1869 года как деревня, где значилось 10 дворов. В 1885 году в 26 дворах проживали 183 человека, русские. В 1925 году население составляло 212 человек. В 1975 году в деревне значилось 17 хозяйств, 50 жителей, в 1996 7 и 13. К 2004 году осталось 6 домов. В советское время работал колхоз «Красный Прогресс».

## Население
Население составляло 9 человек (русские 78 %) в 2002 году, 10 в 2010.

## Известные уроженцы
Новосёлова Июлия Дмитриевна (род. 1938) — советский государственный и промышленный деятель. Депутат Верховного Совета СССР XI созыва (1984—1989). Член бюро Марийского обкома КПСС (1981—1989). Кавалер ордена Ленина (1986).